# شهرستان سمینول (جورجیا)
شهرستان سمینول، جورجیا (به انگلیسی: Seminole County, Georgia) یک سکونتگاه مسکونی در ایالات متحده آمریکا است که در جورجیا واقع شده‌است.